# بیتریس فاوموینا
بیتریس فاوموینا (انگلیسی: Beatrice Faumuina؛ زادهٔ ۲۳ اکتبر ۱۹۷۴) پرتاب‌گر دیسک زن اهل نیوزیلند بود.
وی در مسابقات کشوری و بین‌المللی در مجموع برندهٔ ۵ مدال طلا، ۱ مدال نقره شده‌است.